# Can Canals (Corbera de Llobregat)
Can Canals és una masia de Corbera de Llobregat (Baix Llobregat) inclosa en l'Inventari del Patrimoni Arquitectònic de Catalunya.

## Descripció
És una masia situada sobre la cota 475, a l'oest de Corbera, pràcticament encerclada per les mateixes construccions principals i auxiliars del conjunt. Té l'accés per un camí que entronca amb la carretera de Gelida.
L'entrada té un magnífic portal rodó que accedeix a un pati trapezial tancat per tres costats: per la masia, els porxos i una galeria amb arcs de mig punt. L'ala de ponent es reformà l'any 1800.
Darrere el conjunt hi ha una era de batre amb cairons ditejats i un porxo poligonal al que li falta la coberta, igual que a altres cossos. El porxo té una arcada feta amb dues rames de paràbola de 6 m de llum i 3,5 m d'alçada. Interior irregular pentagonal de 28-30 m². L'era té amb una bona part enrajolada amb cairons de terrissa ditejats que tenen uns 200 anys.

## Història
Es mantingué el llinatge d'origen fins a les darreres dècades del segle xix. A causa d'una malifeta dels carlins, s'empobrí el darrer Canals i es va veure obligat a vendre la casa i conreus. De l'any 1910 al 1966 la familia Busquets Bosch cuidà la casa en funció de masovers. Es tornà a vendre cap als anys 1970 i a partir d'aquell moment s'han utilitzat la casa i els cossos annexes com a cledes de ramaderia menor.